# Шидловский, Леонид Ростиславович
Леони́д Ростисла́вович Шидло́вский (31 марта 1865 — ?) — полковник Российской императорской армии, участник Первой мировой войны. Кавалер ордена Святого Георгия 4-й степени (1915) и Георгиевского оружия (1915).

## Биография
Леонид Ростиславович Шиловский родился 31 марта 1865 года. По вероисповеданию был православным. Окончил кадетский корпус.
25 августа 1884 года вступил в службу в Российскую императорскую армию. Обучался в Павловском военном училище, из которого был выпущен в 41-й пехотный Селенгинский полк. В чин подпоручика, со старшинством с 7 августа 1885 года, в чин поручика, со старшинством с 7 августа 1889 года, в чин штабс-капитана, со старшинством с 6 мая 1900 года. Окончил Офицерскую стрелковую школу, с оценкой «успешно». В течение 6 лет и 2 месяцев был командиром роты. В чин капитана был произведён, со старшинством с 6 мая 1901 года. В чин подполковника был произведён в подполковники, со старшинством с 26 февраля 1910 года. По состоянию на 1 мая 1911 года служил в том же чине и должности.
Принимал участие в Первой мировой войне. По состоянию на 8 декабря 1914 года служил в том же чине и в том же полку. 8 декабря 1914 года «за отличия в делах» был произведён в полковники, со старшинством с 17 августа 1914 года. По состоянию на 17 октября 1915 года служил в 317-м пехотном Дриссоком полку. Затем до 20 февраля 1916 года состоял в резерве чинов при штабе Киевского военного округа. С 20 февраля по 14 июня 1916 года вновь служил в 41-м пехотном Селенгинском полку. 14 июня 1916 года назначен командиром 22-го Туркестанского стрелкового полка. По состоянию на 7 октября 1916 года служил в том же чине и должности.

## Награды
Леонид Ростиславович Шидловский был пожалован следующими наградами:
- Орден Святого Георгия 4-й степени (17 октября 1915)
— «за то, что 1 февраля 1915 года, состоя в рядах 41-го пехотного Селенгинского полка, атаковал, сильно укрепленную позицию между дд. Цу-Крике и Яворжец, взял ее приступом и удержал»;
- Георгиевское оружие (20 ноября 1915)
— «за то,  что состоя в рядах 41-го пехотного Селенгинского полка, в боях 6—7 октября 1914 года, лично руководя действиями рот своего баталиона и находясь все время под действительным ружейным и артиллерийским огнем, занял с боя укрепленную д. Вильгова, чем была обезпечена переправа других частей войск на левый берег р. Сана»
- Орден Святого Владимира 3-й степени с мечами (7 октября 1916);
- Орден Святого Владимира 4-й степени с мечами  и бантом (7 февраля 1915);
- Орден Святой Анны 2-й степени с мечами (9 сентября 1916);
- Орден Святой Анны 3-й степени (1909);
- Орден Святого Станислава 3-й степени (1901).